# Auvers-sous-Montfaucon
Auvers-sous-Montfaucon és un municipi francès situat al departament del Sarthe i a la regió de País del Loira. L'any 2007 tenia 231 habitants.

## Demografia

### Població
El 2007 la població de fet d'Auvers-sous-Montfaucon era de 231 persones. Hi havia 79 famílies de les quals 12 eren unipersonals (8 homes vivint sols i 4 dones vivint soles), 16 parelles sense fills, 47 parelles amb fills i 4 famílies monoparentals amb fills.
La població ha evolucionat segons el següent gràfic:
Habitants censats

### Habitatges
El 2007 hi havia 93 habitatges, 75 eren l'habitatge principal de la família, 7 eren segones residències i 10 estaven desocupats. Tots els 93 habitatges eren cases. Dels 75 habitatges principals, 62 estaven ocupats pels seus propietaris i 14 estaven llogats i ocupats pels llogaters; 6 tenien dues cambres, 7 en tenien tres, 19 en tenien quatre i 44 en tenien cinc o més. 60 habitatges disposaven pel capbaix d'una plaça de pàrquing. A 17 habitatges hi havia un automòbil i a 57 n'hi havia dos o més.

### Piràmide de població
La piràmide de població per edats i sexe el 2009 era:
| Homes | Edats   | Dones |
| ----- | ------- | ----- |
| 0     | 95 o +  | 0     |
| 0     | 90 a 94 | 0     |
| 0     | 85 a 89 | 0     |
| 0     | 80 a 84 | 4     |
| 4     | 75 a 79 | 0     |
| 4     | 70 a 74 | 4     |
| 0     | 65 a 69 | 0     |
| 8     | 60 a 64 | 0     |
| 4     | 55 a 59 | 4     |
| 4     | 50 a 54 | 12    |
| 12    | 45 a 49 | 16    |
| 4     | 40 a 44 | 8     |
| 0     | 35 a 39 | 4     |
| 16    | 30 a 34 | 12    |
| 4     | 25 a 29 | 0     |
| 8     | 20 a 24 | 16    |
| 12    | 15 a 19 | 16    |
| 8     | 10 a 14 | 8     |
| 12    | 5 a 9   | 4     |
| 4     | 0 a 4   | 4     |

## Economia
El 2007 la població en edat de treballar era de 151 persones, 119 eren actives i 32 eren inactives. De les 119 persones actives 115 estaven ocupades (68 homes i 47 dones) i 5 estaven aturades (4 homes i 1 dona). De les 32 persones inactives 13 estaven jubilades, 13 estaven estudiant i 6 estaven classificades com a «altres inactius».

### Ingressos
El 2009 a Auvers-sous-Montfaucon hi havia 79 unitats fiscals que integraven 247 persones, la mediana anual d'ingressos fiscals per persona era de 14.769 €.

### Activitats econòmiques
Dels 2 establiments que hi havia el 2007, 1 era d'una empresa de construcció i 1 d'una empresa classificada com a «altres activitats de serveis».
L'únic servei als particulars que hi havia el 2009 era un electricista.
L'any 2000 a Auvers-sous-Montfaucon hi havia 13 explotacions agrícoles que ocupaven un total de 970 hectàrees.

## Equipaments sanitaris i escolars
El 2009 hi havia una escola elemental integrada dins d'un grup escolar amb les comunes properes formant una escola dispersa.

## Poblacions més properes
El següent diagrama mostra les poblacions més properes.